# Najpiękniejsza (film 1944)
Najpiękniejsza (jap. 一番美しく Ichiban utsukushiku)  – dramat propagandowy produkcji japońskiej z 1944 roku, w reżyserii Akiry Kurosawy. Jest to historia dwóch kobiet, które pracują ponad siły w fabryce zbrojeniowej. Akcja dzieje się podczas II wojny światowej.

## Obsada
- Takashi Shimura – szef Goro Ishida
- Toshiko Hattori – Toshiko Hattori
- Itoko Kono – Sue Okabe
- Shizuko Yamada – Hisae Yamaguchi
- Shōji Kiyokawa – Soichi Yoshikawa
- Ichirō Sugai – Ken Shinda
- Takako Irie – Noriko Mizushima